# كريستيان بارينتوس
كريستيان بارينتوس (بالإسبانية: Christian Barrientos)‏ (6 فبراير 1984 - ) هو لاعب كرة قدم مكسيكي في مركز حراسة المرمى.

## وصلات خارجية
- كريستيان بارينتوس على موقع قاعدة بيانات كرة القدم.إي يو (الإنجليزية)